# 日本桥女学馆短期大学
日本桥女学馆短期大学（日语：／ Nihonbashi Jogakkan Tanki Daigaku *）是过去一所位于日本千叶县柏市的私立短期大学。

## 概要

### 简介
- 学校最早可以追溯到1906年即日本桥高等女学校的创立。短期大学于1987年开办，由学校法人日本桥女学馆经营。招生到1999年[1]，停办于2001年[2]。

### 历史
- 1987年，日本桥女学馆短期大学成立并同时设置两个学科、以下列举。
  - 英语科
  - 秘书科
- 1990年，秘书科的招生变更为150从100。
- 1999年最后一年招生，次年停止招生（于2001年5月29日正式停办[2]）。

## 学校环境
- 校区：位於千叶县柏市[注 1]

## 历任校长
- 角井宏：第一代短期大学校长[3]。

## 组织

### 学科
- 英语科
- 秘书科

### 专科
- 没有

### 业余课程
- 没有